# Yuri Daniel
Yuri Daniel (* 1966 in Recife) ist ein brasilianischer Jazzmusiker (E-Bass, Komposition).

## Leben und Wirken
Daniel studierte Kontrabass und Komposition an der Escola de Música e Belas Artes in Curitiba. Er zog Ende der 1980er Jahre nach Portugal, wo er mit einem Stipendium eine Ausbildung beim Hot Clube de Portugal in Lissabon absolvierte. Seitdem arbeitete er mit Musikern wie Rui Veloso, Pilar Homem de Melo, Dulce Pontes, Sérgio Godinho, José Mário Branco, Maria João und Mário Laginha. Zudem gehörte er zum Lisbon Underground Music Ensemble des Pianisten Marco Barroso. Er machte auch mit seinen eigenen Bands sowie durch Auftritte mit seinen brasilianischen Kollegen Paulo Moura und Marcos Resende oder nordamerikanischen Musikern wie Rick Latham, John Stubblefield und Frank Colón auf sich aufmerksam. Weiterhin trat er mit Wayne Shorter, Luiz Avelar und Ivan Lins auf.
Unter eigenem Namen erschien zuletzt sein Album Northern Lights (2021). Seit 2007 ist er Mitglied des Quartetts von Jan Garbarek mit Rainer Brüninghaus und Manu Katché bzw. Trilok Gurtu, mit dem er auch das Album Dresden – In Concert einspielte.